# 廢除
在法律和立法程序中，废除，通常是指由立法机关通过的移除或撤消相关法律的立法决定；废除的对象可包括但不限于立法机关之前通过的法令、成文法、法规等具有法律性质的文件。
立法机关做出的废除决定可以分为以重新颁布的方式废除旧法，即用更新的、修订的相关新法律取代旧法（英语：repeal with a re-enactment）或仅进行废除而不重新制定，以彻底废止其条款（英语：repeal without replacement）。
部分废除（英语：partial repeal）是指相关法律的特定部分或条款被立法机关废除，但其他部分或条款仍然有效；而完全废除（英语：full repeal）是指相关法律被立法机关整部废除。
由行政机关制定的行政法规或委任立法通常不由立法机关做出废除决定。